# Sagittarius B2
Sagitario B2 (Sgr B2) es una nube molecular gigante de gas y polvo que se encuentra a unos 120 parsecs (390 años luz) del centro de la Vía Láctea. Este complejo es la nube molecular más grande en las cercanías del núcleo y una de las más grandes de la galaxia, y abarca una región de unos 45 parsecs (150 años luz) de ancho. La masa total de Sgr B2 es aproximadamente 3 millones de veces la  masa del Sol. La densidad media del hidrógeno dentro de la nube es de 3000 átomos por cm³, que es entre 20 y 40 veces más densa que una nube molecular típica.
La estructura interna de esta nube es compleja, con densidades y temperaturas variables. La nube se divide en tres núcleos principales, designados norte (N), medio o principal (M) y sur (S) respectivamente. Así, Sgr B2 (N) representa el núcleo norte. Los sitios Sgr B2 (M) y Sgr B2 (N) son sitios de prolífica formación de estrellas. Las primeras 10 regiones H II descubiertas se designaron de la A a la J. Las regiones H II A – G, I y J se encuentran dentro de Sgr B2 (M), mientras que la región K está en Sgr B2 (N) y la región H está en Sgr B2 (S). El núcleo de cinco parsec de la nube es una región de formación de estrellas que emite aproximadamente 10 millones de veces la luminosidad del Sol.
La nube está compuesta por varios tipos de moléculas complejas, de particular interés: alcohol. La nube contiene etanol, alcohol vinílico y metanol. Esto se debe al conglomerado de átomos que resulta en nuevas moléculas. La composición se descubrió mediante espectrógrafo en un intento de descubrir aminoácidos. También se descubrió un éster, el formiato de etilo, que es un precursor importante de los aminoácidos. Este éster también es responsable del sabor de las frambuesas, lo que lleva a algunos artículos sobre Sagittarius B2 a describir la nube como «ron de frambuesa».
Las temperaturas en la nube varían de 300 Kelvin (26,9 °C) en las regiones densas de formación de estrellas a 40 Kelvin (−233,2 °C) en la envoltura circundante. Debido a que la temperatura y la presión promedio en Sgr B2 son bajas, la química basada en la interacción directa de los átomos es extremadamente lenta. Sin embargo, el complejo Sgr B2 contiene granos de polvo frío que consisten en un núcleo de silicio rodeado por un manto de hielo de agua y varios compuestos de carbono. Las superficies de estos granos permiten que se produzcan reacciones químicas mediante la acumulación de moléculas que luego pueden interactuar con compuestos vecinos. Luego, los compuestos resultantes pueden evaporarse de la superficie y unirse a la nube molecular.
Los componentes moleculares de esta nube se pueden observar fácilmente en el rango de longitudes de onda de 102–103 μm. Aproximadamente la mitad de todas las moléculas interestelares conocidas se encontraron por primera vez cerca de Sgr B2, y casi todas las demás moléculas conocidas actualmente se han detectado en esta característica.
El observatorio de rayos gamma de la Agencia Espacial Europea INTEGRAL ha observado que los rayos gamma interactúan con Sgr B2, provocando la emisión de rayos X de la nube molecular. Esta energía fue emitida hace unos 350 años por el agujero negro supermasivo (SMBH) en el núcleo de la galaxia, Sagitario A*. Se estima que la luminosidad total de este estallido es un millón de veces más fuerte que la salida actual de Sagitario A*. Esta conclusión fue apoyada en 2011 por astrónomos japoneses que observaron el centro galáctico con el satélite Suzaku.